# Virginia City
|  | Aquest article tracta sobre la localitat de Montana. Si cerqueu el film, vegeu «Or, amor i sang». |

Virginia City és una població dels Estats Units a l'estat de Montana. Segons el cens del 2000 tenia 130 habitants.
Va ser la capital del Territori de Montana des del 1865 (quan va deixar de ser-ho Bannack) fins al 1875 (quan va passar a ser-ho Helena).

## Demografia
Segons el cens del 2000, Virginia City tenia 130 habitants, 72 habitatges, i 32 famílies. La densitat de població era de 54 habitants per km².
Dels 72 habitatges en un 18,1% hi vivien nens de menys de 18 anys, en un 40,3% hi vivien parelles casades, en un 1,4% dones solteres, i en un 54,2% no eren unitats familiars. En el 47,2% dels habitatges hi vivien persones soles el 15,3% de les quals corresponia a persones de 65 anys o més que vivien soles. El nombre mitjà de persones vivint en cada habitatge era d'1,81 i el nombre mitjà de persones que vivien en cada família era de 2,52.
Per edats la població es repartia de la següent manera: un 14,6% tenia menys de 18 anys, un 0,8% entre 18 i 24, un 23,8% entre 25 i 44, un 46,9% de 45 a 60 i un 13,8% 65 anys o més.
L'edat mediana era de 48 anys. Per cada 100 dones de 18 o més anys hi havia 117,6 homes.
La renda mediana per habitatge era de 30.000 $ i la renda mediana per família de 46.250 $. Els homes tenien una renda mediana de 37.500 $ mentre que les dones 19.167 $. La renda per capita de la població era de 19.182 $. Cap de les famílies i el 5,7% de la població estaven per davall del llindar de pobresa.

## Poblacions properes
El següent diagrama mostra les poblacions més properes.